# Clive Russell
Clive Russell (Reeth, 7 dicembre 1945) è un attore britannico.

## Biografia
Russell nacque a Reeth, nell'Hampshire ed è cresciuto a Fife, in Scozia. Nel 1995 recitò in Il museo di Margaret. Attualmente vive nell'area Hither Green a sud-est di Londra.

## Filmografia parziale

### Cinema
- La brigata invisibile (The Naked Brigade), regia di Maury Dexter (1965)
- La forza del singolo (The Power of One), regia di John G. Avildsen (1992)
- Il museo di Margaret (Margaret's Museum), regia di Mort Ransen (1995)
- Oscar e Lucinda (Oscar and Lucinda), regia di Gillian Armstrong (1997)
- Il 13º guerriero (The 13th Warrior), regia di John McTiernan (1999)
- La mia vita fino ad oggi (My Life So Far), regia di Hugh Hudson  (1999)
- I vestiti nuovi dell'imperatore (The Emperor's New Clothes), regia di Alan Taylor (2001)
- King Arthur, regia di Antoine Fuqua (2004)
- Ladies in Lavender, regia di Charles Dance (2004)
- Un amore di testimone (Made of Honor), regia di Paul Weiland (2008)
- Lezione ventuno (Lecture 21), regia di Alessandro Baricco (2008)
- Libro di sangue (Book of Blood), regia di John Harrison (2009)
- Sherlock Holmes, regia di Guy Ritchie (2009)
- Wolfman, regia di Joe Johnston (2010)
- Sherlock Holmes - Gioco di ombre (Sherlock Holmes: A Game of Shadows), regia di Guy Ritchie (2011)
- Thor: The Dark World, regia di Alan Taylor (2013)
- The Young Messiah, regia di Cyrus Nowrasteh (2016)
- The Limehouse Golem - Mistero sul Tamigi, regia di Juan Carlos Medina (2016)
- Outlaw King - Il re fuorilegge (Outlaw King), regia di David Mackenzie (2018)
- The Last Duel, regia di Ridley Scott (2021)

### Televisione
- Tumbledown, regia di Richard Eyre – film TV (1988)
- Delitto di stato (Fatherland), regia di Christopher Menaul – film TV (1994)
- Le nebbie di Avalon (The Mists of Avalon), regia di Uli Edel – film TV (2001)
- Spaced – serie TV, 3 episodi (2001)
- Coronation Street – serie TV, 61 episodi (2005-2006)
- Merlin – serie TV, episodio 1x04 (2008)
- L'ispettore Barnaby (Midsomer Murders) – serie TV, episodio 12x03 (2009)
- Ripper Street – serie TV, 16 episodi (2012-2016)
- Il Trono di Spade (Game of Thrones) – serie TV, 7 episodi (2013-2016)
- Barbarians - Roma sotto attacco (Barbarians Rising) – docu-drama, 1 puntata (2016)
- Outlander – serie TV, episodio 2x08 (2016)
- The Terror – serie TV, episodi 1x03-1x04 (2018)
- The Race - Corsa mortale (Curfew) – serie TV, episodi 1x07-1x08 (2019)
- Caterina la Grande (Catherine the Great) – miniserie TV, 4 puntate (2019)
- Dracula – miniserie TV (2020)

## Doppiatori italiani
Nelle versioni in italiano dei suoi lavori, Clive Russell è stato doppiato da:
- Giorgio Lopez in Ladies in Lavender, Sherlock Holmes
- Ennio Coltorti in Better Things, Il Trono di Spade
- Rodolfo Bianchi in Lezione ventuno, Wolfman
- Gianni Giuliano in Dracula, The Sandman
- Carlo Valli in I vestiti nuovi dell'imperatore
- Gianluca Tusco in The Race - Corsa mortale
- Alberto Bognanni in Caterina la Grande
- Luca Biagini in Il museo di Margaret
- Stefano Mondini in Il 13º guerriero
- Paolo Buglioni in Le nebbie di Avalon
- Saverio Indrio in Merlin
- Mauro Bosco in The Terror
- Massimo Lodolo in Spaced